# Saint-Martin-sur-Cojeul
Saint-Martin-sur-Cojeul és un municipi francès situat al departament del Pas de Calais i a la regió dels Alts de França. L'any 2007 tenia 206 habitants.

## Demografia

### Població
El 2007 la població de fet de Saint-Martin-sur-Cojeul era de 206 persones. Hi havia 71 famílies de les quals 8 eren unipersonals (4 homes vivint sols i 4 dones vivint soles), 20 parelles sense fills, 35 parelles amb fills i 8 famílies monoparentals amb fills.
La població ha evolucionat segons el següent gràfic:
Habitants censats

### Habitatges
El 2007 hi havia 73 habitatges, 72 eren l'habitatge principal de la família i 1 estava desocupat. 72 eren cases i 1 era un apartament. Dels 72 habitatges principals, 64 estaven ocupats pels seus propietaris, 7 estaven llogats i ocupats pels llogaters i 1 estava cedit a títol gratuït; 1 tenia dues cambres, 3 en tenien tres, 14 en tenien quatre i 54 en tenien cinc o més. 63 habitatges disposaven pel capbaix d'una plaça de pàrquing. A 23 habitatges hi havia un automòbil i a 45 n'hi havia dos o més.

### Piràmide de població
La piràmide de població per edats i sexe el 2009 era:
| Homes | Edats   | Dones |
| ----- | ------- | ----- |
| 0     | 95 o +  | 0     |
| 4     | 90 a 94 | 0     |
| 0     | 85 a 89 | 0     |
| 0     | 80 a 84 | 0     |
| 4     | 75 a 79 | 0     |
| 0     | 70 a 74 | 8     |
| 0     | 65 a 69 | 0     |
| 0     | 60 a 64 | 0     |
| 0     | 55 a 59 | 0     |
| 12    | 50 a 54 | 16    |
| 4     | 45 a 49 | 4     |
| 8     | 40 a 44 | 8     |
| 16    | 35 a 39 | 12    |
| 8     | 30 a 34 | 8     |
| 0     | 25 a 29 | 4     |
| 8     | 20 a 24 | 4     |
| 16    | 15 a 19 | 4     |
| 12    | 10 a 14 | 8     |
| 12    | 5 a 9   | 24    |
| 4     | 0 a 4   | 0     |

## Economia
El 2007 la població en edat de treballar era de 154 persones, 123 eren actives i 31 eren inactives. De les 123 persones actives 118 estaven ocupades (64 homes i 54 dones) i 5 estaven aturades (2 homes i 3 dones). De les 31 persones inactives 8 estaven jubilades, 16 estaven estudiant i 7 estaven classificades com a «altres inactius».

### Ingressos
El 2009 a Saint-Martin-sur-Cojeul hi havia 74 unitats fiscals que integraven 218 persones, la mediana anual d'ingressos fiscals per persona era de 19.711 €.

### Activitats econòmiques
Dels 3 establiments que hi havia el 2007, 1 era d'una empresa de construcció i 2 d'empreses de comerç i reparació d'automòbils.
L'únic servei als particulars que hi havia el 2009 era un guixaire pintor.
L'any 2000 a Saint-Martin-sur-Cojeul hi havia 5 explotacions agrícoles.

## Equipaments sanitaris i escolars
El 2009 hi havia una escola maternal integrada dins d'un grup escolar amb les comunes properes formant una escola dispersa.

## Poblacions més properes
El següent diagrama mostra les poblacions més properes.